# Тоний
То́нийский период, то́ний (др.-греч. τόνος — «напряжение, натяжение») — первый геологический период неопротерозойской эры. Начался около 1 млрд лет назад и закончился около 720 млн лет назад (самый длительный период в геохронологической шкале). В этом периоде распался суперконтинент Родиния и началась эволюция животных.
Период является завершением эпохи, известной как Скучный миллиард.

## В шкале
Тоний, вместе с остальными периодами протерозоя (кроме эдиакария), был принят Международной комиссией по стратиграфии (ICS) в 1990 году. Изначально верхняя граница периода была на отметке 850 млн лет назад, но в 2015 году была сдвинута до 720 млн лет назад, что сделало тоний самым длительным периодом в шкале. И нижняя, и верхняя границы периода чисто хронометрические, то есть не основаны на стратиграфии. Верхняя граница, однако, почти совпадает с началом глобального оледенения.

## Геология
Сформировавшийся ещё в стенийском периоде суперконтинент Родиния продолжил существовать и в течение тония. Известно, что Родиния содержала в себе все кратоны нынешних материков. Окружавший Родинию суперокеан называют Мировия.
В течение тония суперконтинент начал распадаться и к концу периода (750—725 млн лет назад) распался окончательно.
В тонии проходили процессы горообразования. В самом начале периода (980 млн лет назад) завершается Гренвильская складчатость.

### Гипотеза о ледниковом периоде
Существовали предположения, что в конце тония, примерно 750 млн лет назад, могло произойти оледенение, известное, как Кайгасское (от англ. Kaigas Glaciation), однако они были опровергнуты. Предположение возникло на базе анализа Кайгасской формации, расположенной над Калахарийской платформой. Однако было выявлено, что формация не является ледниковой, потому гипотеза о Кайгасском оледенении была отвергнута.

## Биология

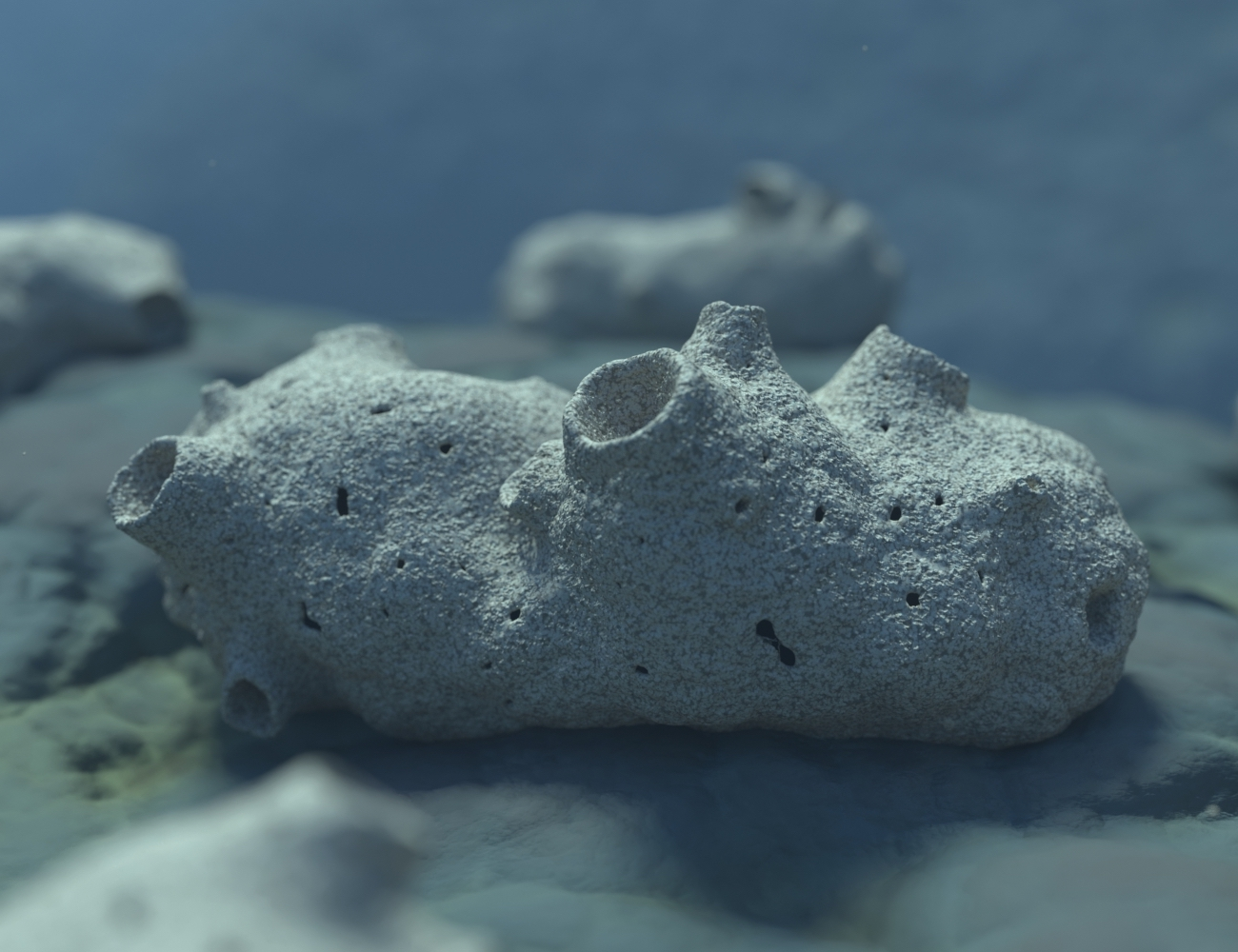
Реконструкция Otavia — животных, предположительно принадлежащих к типу губок

Начало периода примерно совпадает с резким уменьшением количества строматолитов.
В это время существует одна из древнейших фаун многоклеточных животных — хайнаньская, большая часть представителей которой, видимо, имели червеобразную форму. Классификация этих организмов очень затруднена и их систематическое положение пока ещё неизвестно.
К этому же периоду относится бурная адаптивная радиация акритарх.
760 млн лет назад появляется Otavia, первый представитель царства животные, скорее всего являвшийся губкой. Есть признаки того, что губки могли существовать уже 890 млн лет назад, однако этот вопрос требует дополнительных исследований. Эта датировка соответствует данным, полученными в ходе генетических исследований современных видов животных, они показывают, что основание филогенетического древа животных находится именно в тонии.